# Shuikou (sockenhuvudort i Kina, Zhejiang Sheng, lat 31,10, long 119,86)
Shuikou (kinesiska: 水口乡) är en sockenhuvudort i Kina. Den ligger i provinsen Zhejiang, i den östra delen av landet, omkring 99 kilometer norr om provinshuvudstaden Hangzhou. Antalet invånare är 17 405. Befolkningen består av 8 541 kvinnor och 8 864 män. Barn under 15 år utgör 14,0 %, vuxna 15-64 år 73 %, och äldre över 65 år 11,0 %.
Runt Shuikou är det tätbefolkat, med 286 invånare per kvadratkilometer. Närmaste större samhälle är Dingshu, 17,7 km norr om Shuikou. Trakten runt Shuikou består till största delen av jordbruksmark.
Genomsnittlig årsnederbörd är 1 542 millimeter. Den regnigaste månaden är juli, med i genomsnitt 268 mm nederbörd, och den torraste är december, med 50 mm nederbörd.